# Liste des intercommunalités de la Manche

Localisation des EPCI au 1 1 2017

Depuis le 1er janvier 2017, le département de la Manche compte 8 établissements publics de coopération intercommunale à fiscalité propre dont le siège est dans le département (3 communauté d'agglomération et 5 communautés de communes répartie dans quatre pays). Ces intercommunalités fédèrent les 446 communes du département.

## EPCI à fiscalité propre

### Liste complète
| Forme juridique            | Nom                            | no SIREN  | Date de création | Nombre de communes | Population (der. pop. légale) | Superficie (km2) | Densité (hab./km2) | Siège                          | Président            |
| -------------------------- | ------------------------------ | --------- | ---------------- | ------------------ | ----------------------------- | ---------------- | ------------------ | ------------------------------ | -------------------- |
| Communauté d'agglomération | CA du Cotentin                 | 200067205 | 1er janvier 2017 | 129                | 178 020 (2021)                | 1 439,40         | 124                | Cherbourg-en-Cotentin          | David Margueritte    |
| Communauté d'agglomération | CA Mont-Saint-Michel-Normandie | 200069425 | 1er janvier 2017 | 95                 | 87 417 (2021)                 | 1 543,90         | 57                 | Avranches                      | David Nicolas        |
| Communauté d'agglomération | CA Saint-Lô Agglo              | 200066389 | 1er janvier 2017 | 61                 | 76 653 (2021)                 | 819,90           | 94                 | Saint-Lô                       | Fabrice Lemazurier   |
| Communauté de communes     | CC Coutances Mer et Bocage     | 200067023 | 1er janvier 2017 | 48                 | 47 729 (2021)                 | 643,0            | 74                 | Coutances                      | Jacky Bidot          |
| Communauté de communes     | CC de Granville, Terre et Mer  | 200042604 | 1er janvier 2014 | 32                 | 44 842 (2021)                 | 282,80           | 159                | Granville                      | Jean-Marie Sevin     |
| Communauté de communes     | CC de la Baie du Cotentin      | 200042729 | 1er janvier 2014 | 23                 | 23 077 (2021)                 | 445,0            | 52                 | Carentan les Marais            | Jean-Claude Colombel |
| Communauté de communes     | CC Côte Ouest Centre Manche    | 200067031 | 1er janvier 2017 | 30                 | 22 107 (2021)                 | 483,60           | 46                 | La Haye                        | Henri Lemoigne       |
| Communauté de communes     | Villedieu Intercom             | 200043354 | 1er janvier 2014 | 27                 | 15 663 (2021)                 | 293,90           | 53                 | Villedieu-les-Poêles-Rouffigny | Charly Varin         |

### Anciennes intercommunalités
| Forme juridique             | Nom                                    | Nombre de communes                     | Siège                     | Date de création                      | Date de disparition |
| --------------------------- | -------------------------------------- | -------------------------------------- | ------------------------- | ------------------------------------- | ------------------- |
| Cu                          | CU de Cherbourg                        | 6 (1971) 5 (2000)                      | Cherbourg-Octeville       | 01/01/1971                            | 01/01/2016          |
| Ca                          | Saint-Lô Agglomération                 | 11                                     | Saint-Lô                  | 28/12/2010                            | 01/01/2014          |
| Cdc                         | CC de la région de Portbail            | 7                                      | Portbail                  | ??/10/1993                            | 30/12/2004          |
| Cdc                         | CC du canton de Barneville-Carteret    | 8 (1994) 9 (2000)                      | Barneville-Carteret       | ??/10/1994                            | 30/12/2004          |
| Cdc                         | CC des bords de Vire                   | 3                                      | Pont-Hébert               | 28/12/1992                            | 31/12/2005          |
| Cdc                         | CC de l'agglomération saint-loise      | 5 (1950) 8 (1994) 11 (2006)            | Saint-Lô                  | 10/10/1950 (District) 01/01/2002 (CC) | 27/12/2010          |
| Cdc                         | CC de la Sélune                        | 11                                     | Barenton                  | 21/12/1989                            | 01/01/2013          |
| Cdc                         | CC de Mortain                          | 10                                     | Mortain                   | 26/12/1991 (District) 12/12/2000 (CC) | 01/01/2013          |
| Cdc                         | CC du canton de Sourdeval              | 8                                      | Sourdeval                 | 30/12/1991 (District) 01/01/2001 (CC) | 01/01/2013          |
| Cdc                         | CC du Tertre                           | 9                                      | Juvigny-le-Tertre         | 20/11/1992 (District) 2/12/2001 (CC)  | 01/01/2013          |
| Cdc                         | CC du canton de Brécey                 | 15                                     | Brécey                    | 01/01/1993                            | 01/01/2013          |
| Cdc                         | CC du canton de Torigni-sur-Vire       | 3 (1973) 9 (1993) 13 (1995) 15 (1996)  | Torigni-sur-Vire          | 05/04/1973 (District) 28/12/2001 (CC) | 01/01/2014          |
| Cdc                         | CC du canton de Marigny                | 12 (1993) 11 (2013)                    | Marigny                   | 01/01/1993                            | 01/01/2014          |
| Cdc                         | CC du canton de Saint-Pois             | 10                                     | Saint-Pois                | 01/01/1993                            | 01/01/2014          |
| Cdc                         | CC d'Avranches                         | 16                                     | Avranches                 | 01/01/1993                            | 01/01/2014          |
| Cdc                         | CC du Pays hayland                     | 15                                     | La Haye-Pesnel            | 01/01/1993                            | 01/01/2014          |
| Cdc                         | CC du canton de Ducey                  | 11                                     | Ducey                     | 01/01/1993                            | 01/01/2014          |
| Cdc                         | CC du canton de Tessy-sur-Vire         | 13                                     | Tessy-sur-Vire            | 01/01/1993                            | 01/01/2014          |
| Cdc                         | CC du canton de Gavray                 | 13                                     | Gavray                    | 01/01/1993                            | 01/01/2014          |
| Cdc                         | CC de la région de Daye                | 13 (1993) 12 (2007)                    | Saint-Jean-de-Daye        | 28/12/1993                            | 01/01/2014          |
| Cdc                         | CC du canton de Villedieu-les-Poêles   | 9                                      | Villedieu-les-Poêles      | 28/12/1993                            | 01/01/2014          |
| Cdc                         | CC de l'Elle                           | 12                                     | Saint-Clair-sur-Elle      | 28/12/1993                            | 01/01/2014          |
| Cdc                         | CC du canton de Percy                  | 12                                     | Percy                     | 28/12/1993                            | 01/01/2014          |
| Cdc                         | CC du canton de Cerisy-la-Salle        | 11                                     | Cerisy-la-Salle           | 28/12/1993                            | 01/01/2014          |
| Cdc                         | CC du canton de Saint-Sauveur-Lendelin | 11                                     | Saint-Sauveur-Lendelin    | 28/12/1993                            | 01/01/2014          |
| Cdc                         | CC de Sartilly - Porte de la Baie      | 10 (1993) 11 (1996) 12 (2000)          | Sartilly                  | 30/12/1993                            | 01/01/2014          |
| Cdc                         | CC entre Plage et Bocage               | 10                                     | Bréhal                    | 31/12/1993                            | 01/01/2014          |
| Cdc                         | CC des Delles                          | 3                                      | Bréville-sur-Mer          | 31/12/1993                            | 01/01/2014          |
| Cdc                         | CC de Sainte-Mère-Église               | 26 (1994) 28 (2004) 30 (2013)          | Sainte-Mère-Église        | 30/12/1994                            | 01/01/2014          |
| Cdc                         | CC du canton de Coutances              | 7                                      | Coutances                 | 30/12/1994                            | 01/01/2014          |
| Cdc                         | CC du Pays granvillais                 | 4 (1997) 5 (2001) 8 (2002)             | Granville                 | 30/12/1996                            | 01/01/2014          |
| Cdc                         | CC du canton de Bricquebec-en-Cotentin | 13                                     | Bricquebec                | 31/12/1999                            | 01/01/2014          |
| Cdc                         | CC du Bocage valognais                 | 11                                     | Valognes                  | 01/01/2001                            | 01/01/2014          |
| Cdc                         | CC de Pontorson - Le Mont-Saint-Michel | 10                                     | Pontorson                 | 26/12/2001                            | 01/01/2014          |
| Cdc                         | CC de Carentan-en-Cotentin             | 14                                     | Carentan                  | 20/12/2002                            | 01/01/2014          |
| Cdc                         | CC de la Hague                         | 19                                     | Beaumont-Hague            | 10/02/1977 (District) 28/12/2001 (CC) | 01/01/2017          |
| Cdc                         | CC des Pieux                           | 15                                     | Les Pieux                 | 08/02/1978 (District) 01/01/2002 (CC) | 01/01/2017          |
| Cdc                         | CC de La Haye-du-Puits                 | 21 (1990) 19 (2013) 18 (2014) 7 (2016) | La Haye                   | 10/12/1990 (District) 31/12/1999 (CC) | 01/01/2017          |
| Cdc                         | CC de Saint-Hilaire-du-Harcouët        | 13 (1993) 15 (2013) 9 (2016)           | Saint-Hilaire-du-Harcouët | 01/01/1993                            | 01/01/2017          |
| Cdc                         | CC de Saint-James                      | 12                                     | Saint-James               | 01/01/1993                            | 01/01/2017          |
| Cdc                         | CC de Montmartin-sur-Mer               | 12 (1993) 10 (2016)                    | Montmartin-sur-Mer        | 01/01/1993                            | 01/01/2017          |
| Cdc                         | CC du canton de Saint-Malo-de-la-Lande | 13 (1993) 12 (2016)                    | Saint-Malo-de-la-Lande    | 01/01/1993                            | 01/01/2017          |
| Cdc                         | CC du canton de Lessay                 | 13 (1993) 12 (2016)                    | Lessay                    | 01/01/1993                            | 01/01/2017          |
| Cdc                         | CC de la Saire                         | 3                                      | Digosville                | 01/01/1993                            | 01/01/2017          |
| Cdc                         | CC de Douve et Divette                 | 9                                      | Martinvast                | 01/02/1993                            | 01/01/2017          |
| Cdc                         | CC du Val de Saire                     | 16                                     | Quettehou                 | 28/12/1993                            | 01/01/2017          |
| Cdc                         | CC de Canisy                           | 11 (1993) 12 (2013) 9 (2016)           | Canisy                    | 28/12/1993                            | 01/01/2017          |
| Cdc                         | CC de Saint-Pierre-Église              | 18 (1993) 14 (2016)                    | Saint-Pierre-Église       | 31/12/1993                            | 01/01/2017          |
| Cdc                         | CC de Sèves et Taute                   | 11 (1995) 12 (1996)                    | Périers                   | 01/01/1996                            | 01/01/2017          |
| Cdc                         | CC de la région de Montebourg          | 22                                     | Montebourg                | 01/01/1996                            | 01/01/2017          |
| Cdc                         | CC de la Vallée de l'Ouve              | 8 (1996) 9 (1999) 14 (2002) 16 (2014)  | Saint-Sauveur-le-Vicomte  | 30/12/1996                            | 01/01/2017          |
| Cdc                         | CC de la Côte des Isles                | 16                                     | Barneville-Carteret       | 01/01/2005                            | 01/01/2017          |
| Cdc                         | CC du Val de Sée                       | 24 (2013) 28 (2014) 27 (2016)          | Brécey                    | 01/01/2013                            | 01/01/2017          |
| Cdc                         | CC du Mortainais                       | 27 (2013) 17 (2016)                    | Mortain-Bocage            | 01/01/2013                            | 01/01/2017          |
| Cdc                         | CC Avranches - Mont-Saint-Michel       | 52 (2014) 44 (2016)                    | Avranches                 | 01/01/2014                            | 01/01/2017          |
| Cdc                         | Communauté du Bocage coutançais        | 42                                     | Coutances                 | 01/01/2014                            | 01/01/2017          |
| Cdc                         | CC du Cœur du Cotentin                 | 24 (2014) 19 (2016)                    | Valognes                  | 01/01/2014                            | 01/01/2017          |
| Total : 1 CU, 1 CA et 55 CC |                                        |                                        |                           |                                       |                     |

### Évolution historique
| Forme juridique             | 1964   | 1971   | 1974   | 1978   | 1979   | 1990   | 1991   | 1992   | 1993     | 1994     | 1995    | 1996    | 1997    | 1998   | 1999   | 2000         | 2001         | 2002         | 2003    | 2004   |
| --------------------------- | ------ | ------ | ------ | ------ | ------ | ------ | ------ | ------ | -------- | -------- | ------- | ------- | ------- | ------ | ------ | ------------ | ------------ | ------------ | ------- | ------ |
| Communauté urbaine          | 0 (=)  | 1 (+1) | 1 (=)  | 1 (=)  | 1 (=)  | 1 (=)  | 1 (=)  | 1 (=)  | 1 (=)    | 1 (=)    | 1 (=)   | 1 (=)   | 1 (=)   | 1 (=)  | 1 (=)  | 1 (=)        | 1 (=)        | 1 (=)        | 1 (=)   | 1 (=)  |
| Communauté de communes      | 0 (=)  | 0 (=)  | 0 (=)  | 0 (=)  | 0 (=)  | 1 (+1) | 1 (=)  | 1 (=)  | 17 (+16) | 32 (+15) | 33 (+1) | 35 (+2) | 37 (+2) | 37 (=) | 37 (=) | 39 (+2)      | 42 (+3)      | 48 (+6)      | 49 (+1) | 49 (=) |
| District                    | 1 (+1) | 1 (=)  | 2 (+1) | 3 (+1) | 4 (+1) | 4 (=)  | 5 (+1) | 6 (+1) | 8 (+2)   | 8 (=)    | 8 (=)   | 8 (=)   | 8 (=)   | 8 (=)  | 8 (=)  | 7 (-1)       | 5 (-2)       | 0 (-5)       | 0 (=)   | 0 (=)  |
| Total                       | 1 (+1) | 2 (+1) | 3 (+1) | 4 (+1) | 5 (+1) | 6 (+1) | 7 (+1) | 8 (+1) | 26 (+18) | 41 (+15) | 42 (+1) | 44 (+2) | 46 (+2) | 46 (=) | 46 (=) | 47 (-1 ; +2) | 48 (-2 ; +3) | 49 (-5 ; +6) | 50 (+1) | 50 (=) |
| Commune dont isolé regroupé |        |        | 603    | 603    | 603    | 603    | 603    | 603    | 603      | 603      | 603     | 603     | 603     | 603    | 603    | 603          | 602          | 602          | 602     | 602    |

| Forme juridique                       | 2005         | 2006      | 2007      | 2008      | 2009      | 2010      | 2011         | 2012      | 2013         | 2014          | 2015      | 2016      | 2017         |
| ------------------------------------- | ------------ | --------- | --------- | --------- | --------- | --------- | ------------ | --------- | ------------ | ------------- | --------- | --------- | ------------ |
| Communauté urbaine                    | 1 (=)        | 1 (=)     | 1 (=)     | 1 (=)     | 1 (=)     | 1 (=)     | 1 (=)        | 1 (=)     | 1 (=)        | 1 (=)         | 1 (=)     | 0 (-1)    | 0 (=)        |
| Communauté d'agglomération            | 0 (=)        | 0 (=)     | 0 (=)     | 0 (=)     | 0 (=)     | 0 (=)     | 1 (+1)       | 1 (=)     | 1 (=)        | 1 (-1 ; +1)   | 1 (=)     | 1 (=)     | 3 (-1 ; +3)  |
| Communauté de communes                | 48 (-2 ; +1) | 47 (-1)   | 47 (=)    | 47 (=)    | 47 (=)    | 47 (=)    | 46 (-1)      | 46 (=)    | 43 (-5 ; +2) | 25 (-24 ; +6) | 25 (=)    | 25 (=)    | 5 (-22 ; +2) |
| Total                                 | 49 (-2 ; +1) | 48 (-1)   | 48 (=)    | 48 (=)    | 48 (=)    | 48 (=)    | 48 (-1 ; +1) | 48 (=)    | 45 (-5 ; +2) | 27 (-25 ; +7) | 27 (=)    | 26 (-1)   | 8 (-23 ; +5) |
| Nb communes dept. dont isolé regroupé | 602 5 597    | 602 5 597 | 602 5 597 | 601 5 596 | 601 5 596 | 601 5 596 | 601 5 596    | 601 5 596 | 601 5 596    | 601 0 601     | 601 0 601 | 516 1 515 | 477 0 477    |

#### Avant 2005
- le district urbain de l’agglomération saint-loise — créé le 10/10/1950
  - 01/01/1994 — adhésion des communes de La Barre-de-Semilly, La Luzerne et Sainte-Suzanne-sur-Vire
  - 01/01/2002 — transformé en CC de l'agglomération saint-loise
- la CU de Cherbourg — créé le 01/01/1971
- le district de Torigni-sur-Vire-Condé-sur-Vire-Saint-Amand — créé le 05/04/1973
  - 30/12/1993 — renommée en district de Torigni-sur-Vire
  - 30/12/1993 — adhésion des communes de Brectouville, Giéville, Guilberville, Le Perron, Rouxeville et Vidouville
  - 29/12/1995 — adhésion des communes de Montrabot, Lamberville, Précorbin et Saint-Jean-des-Baisants
  - 23/12/1996 — adhésion des communes de Biéville et Placy-Montaigu
  - 28/12/2001 — transformé en CC du canton de Torigni-sur-Vire
- le district de la Hague — créé le 10/02/1977
  - 28/12/2001 — transformé en CC de la Hague
- le district des Pieux — créé le 08/02/1978
  - 01/01/2002 — transformé en CC des Pieux
- la CC de la Sélune — créé le 21/12/1989
- le district de La Haye-du-Puits — créé le 10/12/1990
  - 31/12/1999 — transformé en CC de La Haye-du-Puits
- le district de la Cance — créé le 26/12/1991
  - 06/08/1992 — renommée en district de Mortain
  - 12/10/2000 — transformé en CC du canton de Mortain
- la CC de Douve et Divette — créé le 01/02/1993
- le district du Tertre — créé le 20/11/1992
  - 12/12/2001 — transformé en CC du Tertre
- le district de la Sée — créé le 30/12/1991
  - 01/01/2001 — transformé en CC du canton de Sourdeval
- la CC du canton de Montmartin-sur-Mer — créé le 01/01/1993
- la CC du canton de Saint-Malo-de-la-Lande — créé le 01/01/1993
- la CC du canton de Lessay — créé le 01/01/1993
- la CC de Digosville, Bretteville-en-Saire et Le Mesnil-au-Val — créé le 01/01/1993
  - ??/??/???? — renommée en CC de la Saire
- la CC d'Avranches — créé le 01/01/1993
- la CC du Pays hayland — créé le 01/01/1993
- la CC du canton de Saint-Pois — créé le 01/01/1993
- la CC du canton de Marigny — créé le 01/01/1993
  - 28/12/2001 — renommée en CC de Marigny
- la CC du canton de Brécey — créé le 01/01/1993
- la CC des bords de Vire — créé le 28/12/1992
- la CC de Saint-Hilaire-du-Harcouët — créé le 01/01/1993
- la CC du canton de Ducey — créé le 01/01/1993
- la CC du canton de Tessy-sur-Vire — créé le 01/01/1993
- la CC de Saint-James — créé le 01/01/1993
- la CC du canton de Gavray — créé le 01/01/1993
- la CC de la région de Portbail — créé le ??/12/1993
- la CC du Val de Saire — créé le 28/12/1993
- la CC du canton de Canisy — créé le 28/12/1993
- la CC entre Plage et Bocage — créé le 31/12/1993
- la CC du canton de Villedieu-les-Poêles — créé le 28/12/1993
- la CC du canton de Cerisy-la-Salle — créé le 28/12/1993
- la CC du canton de Saint-Sauveur-Lendelin — créé le 28/12/1993
- la CC de la région de Daye — créé le 28/12/1993
- la CC de l'Elle — créé le 28/12/1993
- la CC du canton de Percy — créé le 28/12/1993
- la CC de Saint-Pierre-Église — créé le 31/12/1993
- la CC du canton de Coutances — créé le 30/12/1994
- la CC de Sainte-Mère-Église — créé le 30/12/1994
  - ??/??/2004 — adhésion des communes d'Étienville et des Moitiers-en-Bauptois
- la CC du canton de Sartilly — créé le 30/12/1993
  - 01/01/1996 — adhésion de la commune de Lolif
  - 01/01/1996 — renommée en CC de Sartilly - Porte de la Baie
  - 01/01/2000 — adhésion de la commune de Carolles
- la CC des Delles — créé le 31/12/1993
- la CC du canton de Barneville-Carteret — créé le ??/12/1994
  - ??/??/2000 — adhésion de la commune de Baubigny
- la CC de Sèves et Taute — créé le 01/01/1996
  - ??/??/1996 — adhésion de la commune d'Auxais
- la CC de la région de Montebourg — créé le 01/01/1996
- la CC de la Vallée de l'Ouve — créé le 30/12/1996
  - 01/01/1999 — adhésion de la commune de Sainte-Colombe
  - 01/01/2002 — adhésion des communes de Besneville, Néhou, Neuville-en-Beaumont, Golleville et Reigneville-Bocage
- la CC du Pays granvillais — créé le 30/12/1996
  - 01/01/2001 — adhésion de la commune de Jullouville
  - 01/01/2002 — adhésion des communes de Anctoville-sur-Boscq, Saint-Aubin-des-Préaux et Yquelon
- la CC du canton de Bricquebec-en-Cotentin — créé le 31/12/1999
- la CC du Bocage valognais — créé le 01/01/2001
- la CC de Pontorson - Le Mont-Saint-Michel — créé le 26/12/2001
- la CC de Carentan-en-Cotentin — créé le 20/12/2002

#### 2005 - 2012
- Création de la communauté de communes de la Côte des Isles, le 1er janvier 2005 à partir de la fusion de :
  - la communauté de communes du canton de Barneville-Carteret
  - la communauté de communes de la région de Portbail
- Suppression de la communauté de communes des bords de Vire le 31 décembre 2005 rejoignant la CC de l'agglomération saint-loise
- Création de Saint-Lô Agglomération le 28 décembre 2010 par transformation de la CC de l'agglomération saint-loise en communauté d'agglomération.

#### 2013
Au 1er janvier 2013, le département comptait 43 communautés de communes, une communauté urbaine et une communauté d'agglomération, ne regroupant que 596 des 601 communes du département (seules les communes de Sainte-Cécile, Isigny-le-Buat, Domjean, Saint-Jacques-de-Néhou et Taillepied ne faisaient pas partie d’intercommunalités).
- Création de la communauté de communes du Val de Sée, le 1er janvier 2013 à partir de la fusion de :
  - la communauté de communes du canton de Brécey
  - la communauté de communes du Tertre
- Création de la communauté de communes du Mortainais, le 1er janvier 2013 à partir de la fusion de :
  - la communauté de communes de Mortain (sauf Buais et Saint-Symphorien-des-Monts intègrent la CC de Saint-Hilaire-du-Harcouët)
  - la communauté de communes de la Sélune
  - la communauté de communes du canton de Sourdeval
- La commune de Carantilly quitte la CC de Marigny le 1er janvier 2013 pour intégrer la CC du canton de Canisy qui est renommée en communauté de communes de Canisy
- Les communes de Cretteville et Vindefontaine quitte la CC de La Haye-du-Puits le 1er janvier 2013 pour intégrer la CC de Sainte-Mère-Église

#### 2014
- Les communes de Saint-Laurent-de-Cuves, Le Mesnil-Gilbert, Lingeard et Saint-Michel-de-Montjoie quittent la CC du canton de Saint-Pois le 1er janvier 2014 pour intégrer la CC du Val de Sée
- La commune de Houtteville quitte la CC de La Haye-du-Puits le 1er janvier 2014 pour intégrer la CC de la Baie du Cotentin
- Les communes de Saint-Jacques-de-Néhou et Taillepied, qui ne faisaient partie d'aucun ECPI, adhérent le 1er janvier 2014 à la CC de la Vallée de l'Ouve
- Création de la communauté de communes du Cœur du Cotentin, le 1er janvier 2014 à partir de la fusion de :
  - la communauté de communes du Bocage valognais
  - la communauté de communes du canton de Bricquebec-en-Cotentin
- Création de la communauté de communes de la Baie du Cotentin, le 1er janvier 2014 à partir de la fusion de :
  - la communauté de communes de Carentan-en-Cotentin
  - la communauté de communes de Sainte-Mère-Église
  - la commune de Houtteville (issue de la CC de La Haye-du-Puits)
  - les communes de Tribehou et Montmartin-en-Graignes (issues de la CC de la région de Daye)
- Création de Saint-Lô Agglo, le 1er janvier 2014 à partir de la fusion de :
  - la communauté de communes de la région de Daye (hormis Tribehou et Montmartin-en-Graignes qui intègrent la CC de la Baie du Cotentin)
  - la communauté de communes de l'Elle
  - la communauté de communes de Marigny
  - la communauté de communes du canton de Tessy-sur-Vire
  - la communauté de communes du canton de Torigni-sur-Vire
  - la Saint-Lô Agglomération
  - la commune de Domjean (isolée)
- Création de l'Intercom du bassin de Villedieu, le 1er janvier 2014 à partir de la fusion de :
  - la communauté de communes du canton de Villedieu-les-Poêles
  - la communauté de communes du canton de Percy
  - la communauté de communes du canton de Saint-Pois (sauf Lingeard, Le Mesnil-Gilbert, Saint-Laurent-de-Cuves et Saint-Michel-de-Montjoie qui intègrent la CC du Val de Sée)
  - la commune du Tanu (issue de la CC du Pays hayland)
  - la commune de Sainte-Cécile (isolée)
- Création de la communauté de communes Avranches - Mont-Saint-Michel, le 1er janvier 2014 à partir de la fusion de :
  - la communauté de communes de Sartilly - Porte de la Baie (sauf Carolles, Champeaux et Saint-Pierre-Langers qui intègrent la CC de Granville, terre et mer)
  - la communauté de communes d'Avranches
  - la communauté de communes du canton de Ducey
  - la communauté de communes de Pontorson - Le Mont-Saint-Michel
  - les communes de Champcervon, Le Luot, La Rochelle-Normande, Sainte-Pience et Subligny (issues de la CC du Pays hayland)
  - les communes d'Isigny-le-Buat (isolée)
- Création de la communauté de communes de Granville, terre et mer, le 1er janvier 2014 à partir de la fusion de :
  - la communauté de communes des Delles
  - la communauté de communes entre Plage et Bocage
  - la communauté de communes du Pays granvillais
  - la communauté de communes du Pays hayland (à l’exception des communes de Champcervon, Le Luot, La Rochelle-Normande, Sainte-Pience et Subligny qui intègrent CC Avranches - Mont-Saint-Michel et Le Tanu qui intègre l'Intercom du bassin de Villedieu)
  - les communes de Carolles, Champeaux et Saint-Pierre-Langers (issues de la CC de Sartilly - Porte de la Baie)
- Création de la communauté du Bocage coutançais, le 1er janvier 2014 à partir de la fusion de :
  - la communauté de communes du canton de Coutances
  - la communauté de communes du canton de Saint-Sauveur-Lendelin
  - la communauté de communes du canton de Cerisy-la-Salle
  - la communauté de communes du canton de Gavray

#### 2015 - 2016
- L'Intercom du bassin de Villedieu est renommée en Villedieu Intercom en 2015
- La communauté de communes du canton de Montmartin-sur-Mer est renommée le 25 novembre 2015 en communauté de communes de Montmartin-sur-Mer
- Suppression de la communauté urbaine de Cherbourg par fusion des cinq communes la composant en commune nouvelle de Cherbourg-en-Cotentin le 1er janvier 2016
- La commune de Braffais (appartenant à la CC du Val de Sée) est supprimée le 1er janvier 2016 et intégrée au sein de la commune nouvelle du Parc appartenant à la CC Avranches - Mont-Saint-Michel
- La commune des Chambres (appartenant à la CC de Granville, terre et mer) est supprimée le 1er janvier 2016 et intégrée au sein de la commune nouvelle du Grippon appartenant à la CC Avranches - Mont-Saint-Michel.

#### 2017
- Création de la communauté d'agglomération du Cotentin[9], le 1er janvier 2017 à partir de la fusion de :
  - la communauté de communes de la Côte des Isles
  - la communauté de communes de la Vallée de l'Ouve
  - la communauté de communes du Cœur du Cotentin
  - la communauté de communes des Pieux
  - la communauté de communes de Douve et Divette
  - la communauté de communes de la Hague
  - la communauté de communes de la Saire
  - la communauté de communes de Saint-Pierre-Église
  - la communauté de communes du Val de Saire
  - la communauté de communes de la région de Montebourg
  - la commune nouvelle de Cherbourg-en-Cotentin
- Création de la communauté d'agglomération Mont-Saint-Michel-Normandie[10],[11], le 1er janvier 2017 à partir de la fusion de :
  - la communauté de communes de Saint-Hilaire-du-Harcouët
  - la communauté de communes de Saint-James
  - la communauté de communes Avranches - Mont-Saint-Michel
  - la communauté de communes du Val de Sée
  - la communauté de communes du Mortainais
- Création de la communauté de communes Coutances mer et bocage[10], le 1er janvier 2017 à partir de la fusion de :
  - la communauté de communes de Montmartin-sur-Mer
  - la communauté du Bocage coutançais
  - la communauté de communes du canton de Saint-Malo-de-la-Lande
- Création de la communauté de communes Côte Ouest Centre Manche[10], le 1er janvier 2017 à partir de la fusion de :
  - la communauté de communes de Sèves et Taute
  - la communauté de communes du canton de Lessay
  - la communauté de communes de La Haye-du-Puits
- Création de la communauté d'agglomération Saint-Lô Agglo[10], le 1er janvier 2017 à partir de la fusion de :
  - Saint-Lô Agglo
  - la communauté de communes de Canisy

Seules la communauté de communes de la Baie du Cotentin, la communauté de communes de Granville, terre et mer et Villedieu Intercom restent inchangées.

#### A venir
- La communauté de communes de la Baie du Cotentin pourrait fusionner avec celle d'Isigny dans le Calvados.
- La communauté de communes Côte Ouest Centre Manche pourrait intégrer à terme la communauté de communes Coutances mer et bocage.

## Autres formes d'intercommunalités
Au 1er janvier 2020, il existe 78 groupements intercommunaux (Voir la liste complète ici).

### Syndicats intercommunaux
Les syndicats intercommunaux (ou syndicats de communes) se classent en deux catégories, les syndicats intercommunaux à vocation unique (SIVU) et les syndicats intercommunaux à vocation multiple (SIVOM). Ces syndicats peuvent exercer diverses compétences (Eau, Assainissement, Ordures ménagères, Incendie, Scolaire, Développement économique, Urbanisme, Électrification, Habitat, Environnement, Tourisme, Loisirs, Ports - cours d'eau, Divers, etc.), les SIVU peuvent exercer une seule compétence à l'inverse des SIVOM qui peuvent en choisir plusieurs.
Dans la Manche, il existe 46 syndicats intercommunaux au 1er janvier 2020 parmi lesquels, 44 SIVU et 2 SIVOM.

### Syndicats mixtes
Les syndicats mixtes se divisent en deux catégories, les syndicast mixtes ferms (composés de communes et d'EPCI) et les syndicats mixtes ouverts (constitués des collectivités territoriales, des groupements de collectivités territoriales et d’autres personnes morales de droit public)
Dans la Manche, il existe 23 syndicats mixtes au 1er janvier 2020, dont 10 ouvert et 13 fermé.